# 로프터스 로드
로프터스 로드(영어: Loftus Road)는 잉글랜드 런던에 위치한 축구 경기장이다. 현재 축구 팀 퀸스 파크 레인저스가 홈 구장으로 사용하고 있으며, 수용인원은 18,360명이다. 4개의 스탠드는 각각 로프터스 로드 엔드(흔히 줄여서 더 로프트라고 불림), 엘러슬리 로드 스탠드, 사우스 아프리카 로드 스탠드, 스쿨 엔드라고 불린다. 원정 서포터들은 스쿨 엔드에 자리를 잡게 된다.